# 钦兰邦

钦兰邦及其盟友的实际控制区

钦兰邦，简称钦兰（哈卡钦语：Lairam；华尔诺语：Chinram），是缅甸的一个事实上的自治政治实体，于2023年12月6日由钦民族阵线创建。它宣称的领土为缅甸西部与印度、孟加拉国交界的钦邦。目前，它实际控制着几乎整个钦邦。钦兰的执政当局钦兰委员会表示其主要目标之一是建立联邦国家，在未来缅甸军政府被推翻后，钦兰将成为缅甸联邦内的一个自治联邦单位。